# ザ・ボート・レース

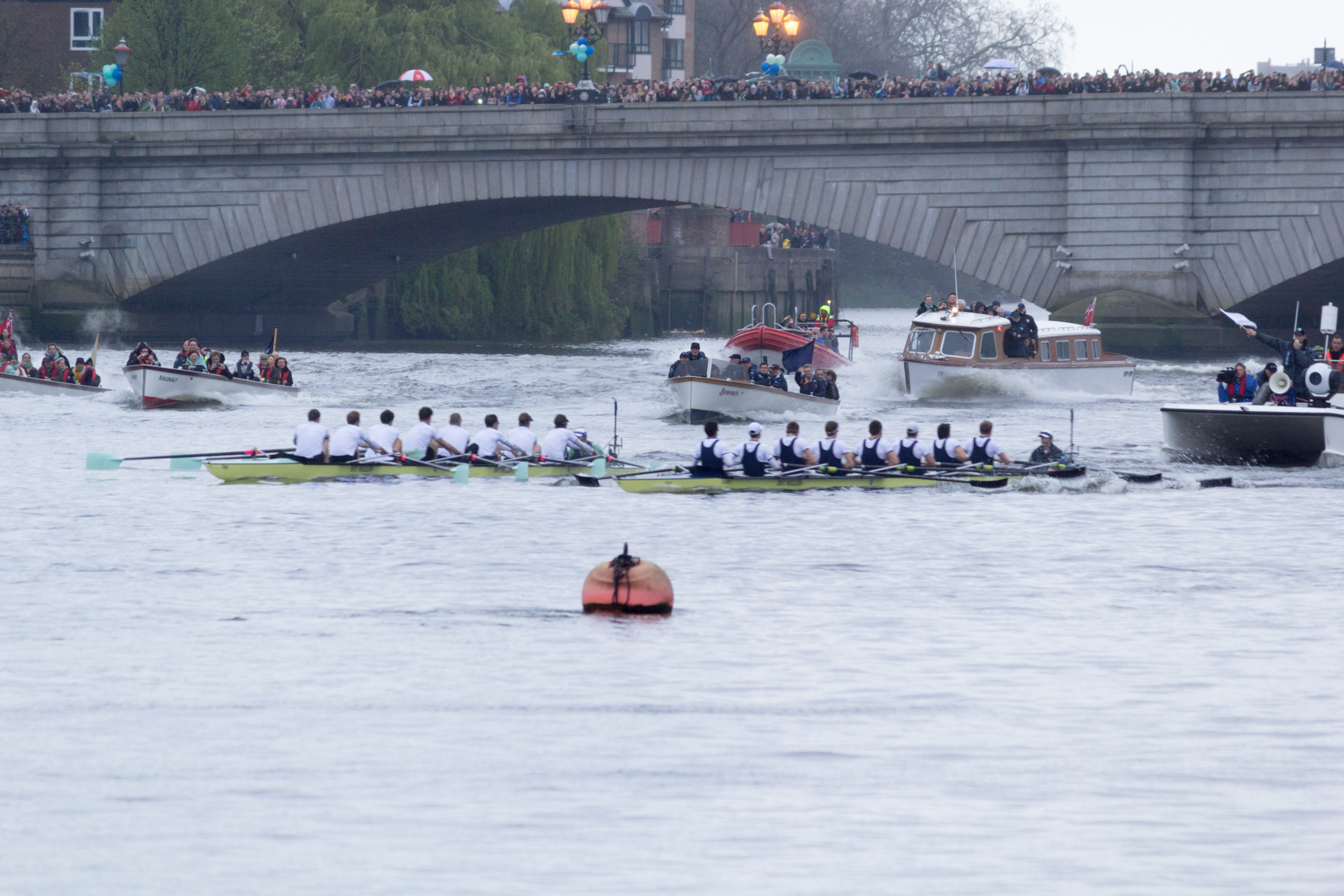
2014年のボートレース。スタート点近くピトニー橋

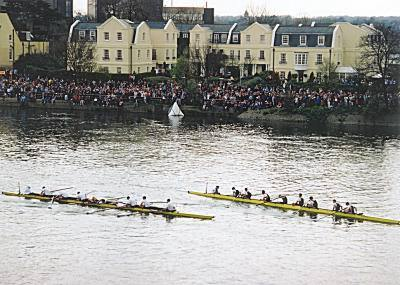
2002年のボートレース

ザ・ボートレース（The Boat Race）は、オックスフォード大学ボートクラブとケンブリッジ大学ボートクラブが毎年4月にイングランド・ロンドンのテムズ川で行うエイト (Eight) による対抗レガッタ定期戦ないし競漕大会。

## 歴史
第1回は1829年6月10日、テムズ川の上流にある小さな田舎町ヘンリー・オン・テムズで実施され、優勝はオックスフォード大学だった。第2回は1836年にテムズ川下流のウェストミンスターからパトニーまでに場所を移して開催された。レースは初開催後26年間不定期に開催され、1856年に正式に毎年開催されるようになった。また、1927年には女子レースも創設された。第1回女子レースは、オックスフォード大学女子ボートクラブとケンブリッジ大学ニューナム・カレッジ・ボートクラブ間で開催された。
第一次、第二次世界大戦中は中断されたが、ロンドンの春の風物詩として定着し、テレビでも何百万以上の視聴者が見守っている。
1987年にはオックスフォード大学のチーム内で悪名高い争議が発生。同年に入学したばかりの漕ぎ手の5人の米国人大学院生が、指導方法や選手の選抜基準などをめぐって同大のコーチと激しく対立し、レース5週間前になってこの大会への参加をボイコットした。代わって控え選手が出場したオックスフォード大学は、それでも同年のレースに勝利。
2012年のレース中、男が川に侵入。審判であるマシュー・ピンセントが気がつき、レースは中断され、その後ケンブリッジが勝者と判定された。オーストラリアの名門校出身のこの男は、エリート主義に反対する活動家のTrenton Oldfieldで、エリート趣味の象徴でもあるボートレースを阻止する目的で侵入した。
2020年は新型コロナの影響で中止。

## 命名権
2008年からは企業に大会の命名権を売却。現在はがん撲滅の慈善団体 (Cancer Research UK) の名をレースに冠している。2013年以降スポンサーであったバンク・オブ・ニューヨーク・メロンが、2016年に命名権を同団体に寄付したためである。

## コース
コースは、ワンズワース区パットニー（パットニー橋付近）から西へ上流のリッチモンド・アポン・テムズ区モートレイク（チズウィック橋付近）までの全長4マイル374ヤード（約6.8キロ）で争われる。両艇はS字を描くテムズ川を西へ遡上し、ゴールを目指す。有利とされるミドルセックスかサリー側のレーンはスタート前コイントスで決することがある。

## 過去の対戦成績
2024年現在

### 男子対校エイト
- ケンブリッジ大学：87勝
- オックスフォード大学：81勝
- 同着：1

### 女子対校エイト
- ケンブリッジ大学：48勝
- オックスフォード大学：30勝